# Amazonentulus hangmannarum
Amazonentulus hangmannarum är en urinsektsart som först beskrevs av Sören Ludvig Paul Tuxen 1976.  Amazonentulus hangmannarum ingår i släktet Amazonentulus och familjen lönntrevfotingar. Inga underarter finns listade i Catalogue of Life.